# 玉家
玉家（たまや）とは、岐阜県海津市の千代保稲荷神社門前町にある串カツ店。

## 概要
1972年（昭和47年）創業。千代保稲荷神社の参道には複数の串カツ店が存在するが、玉家はその草分け的な存在である。店舗には座敷席やテーブル席に加えて、立ち食いスタイルでの食事が可能なコーナーが出入口付近に設けれているため、立ち食いスタイルにて食事をする事が可能となっている。
提供される串カツとドテは、一律、税込130円で提供されており、店舗で食事した場合でもテイクアウトをする場合でも同一価格である。また、テイクアウト時に必要となる容器や袋の代金は、テイクアウト用の料金に含まれる形の料金体系となっているため、容器代が別途徴収される事なく容器や袋が提供される。
以前から店内は一部に蒔絵や金箔を用いた装飾が施されており、トイレの内装や便器も金色で仕上げられていた。2016年（平成28年）の改装ではさらに座敷席の天井を金箔で覆うなど、装飾の割合が増やされた。社長自身も「金ぴか社長」として知られている。